# Copa COSAFA Femenina 2024
La Copa COSAFA Femenina 2024 fue la duodécima edición del Campeonato Femenino COSAFA. Se disputó entre 22 de octubre al 2 de noviembre en Sudáfrica.

## Participantes
| - Angola - Botsuana - Comoras - Suazilandia - Lesoto - Madagascar - Malaui | - Mauricio - Mozambique - Namibia - Seychelles - Sudáfrica - Zambia - Zimbabue |

## Estadios
| Puerto Elizabeth           | Puerto Elizabeth   | Ibhayi            |
| -------------------------- | ------------------ | ----------------- |
| Estadio Nelson Mandela Bay | Estadio Gelvandale | Estadio Wolfson   |
| Capacidad: 42.486          | Capacidad: 3.000   | Capacidad: 10.000 |

## Sistema de competición
El formato de la competición se dio a conocer en la ceremonia oficial del sorteo que se celebró en octubre de 2024. El torneo comenzará con una fase de grupos con cuatro grupos (dos grupos de cuatro equipos y dos grupos de tres equipos). El mejor equipo de cada grupo pasará a las semifinales. Los ganadores de las semifinales avanzarán a la final, mientras que, por primera vez desde 2020, no se celebrará ningún partido por el tercer puesto.

## Sorteo
El sorteo final de la fase de grupos se llevó a cabo en la Casa COSAFA en Johannesburgo, Sudáfrica, el 8 de octubre de 2024 a las 12:00 SAST UTC+02:00.
Para esta edición, los tres mejores equipos del torneo anterior, junto con el país anfitrión, fueron colocados automáticamente en las siguientes posiciones. Sudáfrica, el país anfitrión, en la posición A1; Malaui, los campeones de 2023, fueron asignados a la posición B1; Zambia, los subcampeones de 2023, a la posición C1; y Mozambique, el equipo que quedó en tercer lugar en 2023, a la posición D1. Los equipos restantes fueron sembrados en tres bombos para el sorteo: el bombo 1 incluyó a Zimbabue, Botsuana, Namibia y Angola; el bombo 2 incluyó a Suazilandia, Madagascar, Comoras y Lesoto; y el bombo 3 incluyó a Seychelles y Mauricio, que no compitieron en la edición anterior.

| Bombo 1                          | Bombo 2                               | Bombo 3             |
| -------------------------------- | ------------------------------------- | ------------------- |
| Zimbabue Botsuana Namibia Angola | Suazilandia Madagascar Lesoto Comoras | Mauricio Seychelles |

## Fase de grupos

### Grupo A
| Pos. | Equipo      | Pts. | PJ | G | E | P | GF | GC | Dif. | Clasificación                 |
| ---- | ----------- | ---- | -- | - | - | - | -- | -- | ---- | ----------------------------- |
| 1    | Sudáfrica   | 9    | 3  | 3 | 0 | 0 | 12 | 1  | +11  | Clasificado a las Semifinales |
| 2    | Namibia     | 6    | 3  | 2 | 0 | 1 | 9  | 1  | +8   |                               |
| 3    | Suazilandia | 3    | 3  | 1 | 0 | 2 | 6  | 5  | +1   |                               |
| 4    | Seychelles  | 0    | 3  | 0 | 0 | 3 | 1  | 21 | −20  |                               |

Actualizado a los partidos jugados el 29 de octubre de 2024.
 Fuente: Soccerway
| Fecha                        | Lugar            |             |                        | Resultado |                        |             |
| ---------------------------- | ---------------- | ----------- | ---------------------- | --------- | ---------------------- | ----------- |
| 22 de octubre de 2024, 14:00 | Puerto Elizabeth | Suazilandia | Bandera de Suazilandia | 6:0       | Bandera de Seychelles  | Seychelles  |
| 22 de octubre de 2024, 17:00 | Puerto Elizabeth | Sudáfrica   | Bandera de Sudáfrica   | 1:0       | Bandera de Namibia     | Namibia     |
| 25 de octubre de 2024, 12:00 | Puerto Elizabeth | Namibia     | Bandera de Namibia     | 7:0       | Bandera de Seychelles  | Seychelles  |
| 25 de octubre de 2024, 15:00 | Puerto Elizabeth | Sudáfrica   | Bandera de Sudáfrica   | 3:0       | Bandera de Suazilandia | Suazilandia |
| 28 de octubre de 2024, 15:00 | Puerto Elizabeth | Suazilandia | Bandera de Suazilandia | 0:2       | Bandera de Namibia     | Namibia     |
| 28 de octubre de 2024, 15:00 | Puerto Elizabeth | Sudáfrica   | Bandera de Sudáfrica   | 8:1       | Bandera de Seychelles  | Seychelles  |

### Grupo B
| Pos. | Equipo     | Pts. | PJ | G | E | P | GF | GC | Dif. | Clasificación                 |
| ---- | ---------- | ---- | -- | - | - | - | -- | -- | ---- | ----------------------------- |
| 1    | Malaui     | 7    | 3  | 2 | 1 | 0 | 11 | 1  | +10  | Clasificado a las Semifinales |
| 2    | Botsuana   | 5    | 3  | 1 | 2 | 0 | 6  | 1  | +5   |                               |
| 3    | Madagascar | 4    | 3  | 1 | 1 | 1 | 5  | 2  | +3   |                               |
| 4    | Mauricio   | 0    | 3  | 0 | 0 | 3 | 1  | 19 | −18  |                               |

Actualizado a los partidos jugados el 28 de octubre de 2024.
 Fuente: Soccerway
| Fecha                        | Lugar            |            |                       | Resultado |                       |            |
| ---------------------------- | ---------------- | ---------- | --------------------- | --------- | --------------------- | ---------- |
| 23 de octubre de 2024, 12:00 | Puerto Elizabeth | Madagascar | Bandera de Madagascar | 5:1       | Bandera de Mauricio   | Mauricio   |
| 23 de octubre de 2024, 15:00 | Puerto Elizabeth | Malaui     | Bandera de Malaui     | 1:1       | Bandera de Botsuana   | Botsuana   |
| 26 de octubre de 2024, 12:00 | Puerto Elizabeth | Botsuana   | Bandera de Botsuana   | 5:0       | Bandera de Mauricio   | Mauricio   |
| 26 de octubre de 2024, 15:00 | Puerto Elizabeth | Malaui     | Bandera de Malaui     | 1:0       | Bandera de Madagascar | Madagascar |
| 28 de octubre de 2024, 12:00 | Puerto Elizabeth | Madagascar | Bandera de Madagascar | 0:0       | Bandera de Botsuana   | Botsuana   |
| 28 de octubre de 2024, 12:00 | Puerto Elizabeth | Mauricio   | Bandera de Mauricio   | 0:9       | Bandera de Malaui     | Malaui     |

### Grupo C
| Pos. | Equipo  | Pts. | PJ | G | E | P | GF | GC | Dif. | Clasificación                 |
| ---- | ------- | ---- | -- | - | - | - | -- | -- | ---- | ----------------------------- |
| 1    | Zambia  | 6    | 2  | 2 | 0 | 0 | 10 | 0  | +10  | Clasificado a las Semifinales |
| 2    | Comoras | 3    | 2  | 1 | 0 | 1 | 3  | 8  | −5   |                               |
| 3    | Angola  | 0    | 2  | 0 | 0 | 2 | 1  | 6  | −5   |                               |

Actualizado a los partidos jugados el 29 de octubre de 2024.
 Fuente: Soccerway
| Fecha                        | Lugar            |        |                   | Resultado |                    |         |
| ---------------------------- | ---------------- | ------ | ----------------- | --------- | ------------------ | ------- |
| 24 de octubre de 2024, 12:00 | Puerto Elizabeth | Zambia | Bandera de Zambia | 3:0       | Bandera de Angola  | Angola  |
| 27 de octubre de 2024, 12:00 | Puerto Elizabeth | Angola | Bandera de Angola | 1:3       | Bandera de Comoras | Comoras |
| 29 de octubre de 2024, 12:00 | Puerto Elizabeth | Zambia | Bandera de Zambia | 7:0       | Bandera de Comoras | Comoras |

### Grupo D
| Pos. | Equipo     | Pts. | PJ | G | E | P | GF | GC | Dif. | Clasificación                 |
| ---- | ---------- | ---- | -- | - | - | - | -- | -- | ---- | ----------------------------- |
| 1    | Mozambique | 4    | 2  | 1 | 1 | 0 | 2  | 1  | +1   | Clasificado a las Semifinales |
| 2    | Zimbabue   | 3    | 2  | 1 | 0 | 1 | 3  | 1  | +2   |                               |
| 3    | Lesoto     | 1    | 2  | 0 | 1 | 1 | 1  | 4  | −3   |                               |

Actualizado a los partidos jugados el 27 de octubre de 2024.
 Fuente: Soccerway
| Fecha                        | Lugar            |            |                       | Resultado |                     |          |
| ---------------------------- | ---------------- | ---------- | --------------------- | --------- | ------------------- | -------- |
| 24 de octubre de 2024, 15:00 | Puerto Elizabeth | Mozambique | Bandera de Mozambique | 1:0       | Bandera de Zimbabue | Zimbabue |
| 27 de octubre de 2024, 15:00 | Puerto Elizabeth | Zimbabue   | Bandera de Zimbabue   | 3:0       | Bandera de Lesoto   | Lesoto   |
| 29 de octubre de 2024, 15:00 | Puerto Elizabeth | Mozambique | Bandera de Mozambique | 1:1       | Bandera de Lesoto   | Lesoto   |

## Fase final

### Semifinales
| Fecha                        | Lugar            |           |                      | Resultado      |                       |            |
| ---------------------------- | ---------------- | --------- | -------------------- | -------------- | --------------------- | ---------- |
| 31 de octubre de 2023, 12:00 | Puerto Elizabeth | Malaui    | Bandera de Malaui    | 0:2            | Bandera de Zambia     | Zambia     |
| 31 de octubre de 2023, 15:00 | Puerto Elizabeth | Sudáfrica | Bandera de Sudáfrica | 1:1 (4:1 pen.) | Bandera de Mozambique | Mozambique |

### Final
| Fecha                         | Lugar            |        |                   | Resultado      |                      |           |
| ----------------------------- | ---------------- | ------ | ----------------- | -------------- | -------------------- | --------- |
| 2 de noviembre de 2023, 15:00 | Puerto Elizabeth | Zambia | Bandera de Zambia | 0:0 (4:3 pen.) | Bandera de Sudáfrica | Sudáfrica |

## Goleadoras
- Actualizo el 2 de noviembre de 2024.

| Jugadora               | Selección   | Goles |
| ---------------------- | ----------- | ----- |
| Ochumba Lubandji       | Zambia      | 4     |
| Fridah Mukoma          | Zambia      | 4     |
| Leticia Chinyamula     | Malaui      | 3     |
| Sabina Thom            | Malaui      | 3     |
| Kesha Hendricks        | Sudáfrica   | 3     |
| Tshogofatso Motlogelwa | Sudáfrica   | 3     |
| Fiola Vliete           | Namibia     | 3     |
| Zenatha Coleman        | Namibia     | 3     |
| Jessica Modise         | Botsuana    | 3     |
| Tenanile Ngcamphalala  | Suazilandia | 3     |

## Clasificación general
| Equipo | Equipo      | Pts | PJ | PG | PE | PP | GF | GC | Dif |
| ------ | ----------- | --- | -- | -- | -- | -- | -- | -- | --- |
| 1      | Zambia      | 10  | 4  | 3  | 1  | 0  | 12 | 0  | +12 |
| 2      | Sudáfrica   | 11  | 5  | 3  | 2  | 0  | 13 | 2  | +11 |
| 3      | Malaui      | 7   | 4  | 2  | 1  | 1  | 11 | 3  | +8  |
| 4      | Mozambique  | 5   | 3  | 1  | 2  | 0  | 3  | 2  | +1  |
| 5      | Namibia     | 6   | 3  | 2  | 0  | 1  | 9  | 1  | +8  |
| 6      | Botsuana    | 5   | 3  | 1  | 2  | 0  | 6  | 1  | +5  |
| 7      | Madagascar  | 4   | 3  | 1  | 1  | 1  | 5  | 2  | +3  |
| 8      | Zimbabue    | 3   | 2  | 1  | 0  | 1  | 3  | 1  | +2  |
| 9      | Suazilandia | 3   | 3  | 1  | 0  | 2  | 6  | 5  | +1  |
| 10     | Comoras     | 3   | 2  | 1  | 0  | 1  | 3  | 8  | -5  |
| 11     | Lesoto      | 1   | 2  | 0  | 1  | 1  | 1  | 4  | -3  |
| 12     | Angola      | 0   | 2  | 0  | 0  | 2  | 1  | 6  | -5  |
| 13     | Mauricio    | 0   | 3  | 0  | 0  | 3  | 1  | 19 | -18 |
| 14     | Seychelles  | 0   | 3  | 0  | 0  | 3  | 1  | 21 | -20 |

## Derechos de transmisión
| País      | Cadena            | Ref.   |
| --------- | ----------------- | ------ |
| Sudáfrica | SABC, SuperSport  | [ 10 ] |
| Mundo     | FIFA+             |        |
| Mundo     | COSAFA en Youtube |        |